# Sweet Tooth, Good Dentist
Sweet Tooth, Good Dentist (タイ語: แฟนที่ทันตแพทย์ส่วนใหญ่แนะนำ、スイート・トゥース・グッド・デンティスト)は2025年にタイで放送された、パーキン・クナーアヌウィット(マーク)とティパコーン・ティタターン(オーム)が主演するテレビドラマシリーズである。2025年3月21日から6月6日にかけて、金曜日20:30 (ICT)にGMM 25にて放送された。日本でも2025年4月4日よりTELASAにて配信された。

## 概要
Pepsi Banchornが監督しGMMTVが制作した本作は、GMMTVが2024年4月23日に開催した"GMMTV 2024 Up & Above Part 2"のイベント内にて2024年放送予定のドラマシリーズのうちの一つとして紹介された。
原題の「แฟนที่ทันตแพทย์ส่วนใหญ่แนะนำ」は「歯科医の多くが推奨する恋人」という意味であり、タイの歯科衛生商品の広告における有名なキャッチコピーとなってる。
本編の放送に先駆け、3月14日にドキュメンタリー番組『Sweet Tooth, Good Dentist Special』が放送された。
3月28日、ミャンマーで発生したマグニチュード7.9の地震の影響により、GMMTVは第2話の放送を4月4日に延期すると発表した。

## キャスト

### 主演
- ジェイ：パーキン・クナーアヌウィット(マーク)
- ソン：ティパコーン・ティタターン (オーム)

### 助演
- キャプテン：ジッポン・ポティウィホック (ジミー)
- カック：プーン・ミットパクディー
- ヤダー：ベンヤーパー・ジーンプラソーム (ヴィウ)

### ゲスト
- ジェン：タナワット・ラッタナキットパイサーン（カオタン）
- カフェの客：タウィナン・アヌクンプラサート（シー）

## オリジナルサウンドトラック
| No. | タイトル                     | アーティスト              | 備考  |
| --- | ---------------------------- | ------------------------- | ----- |
| 1   | ยาวิเศษ (Magic Potion)        | Mark Pakin, Ohm Thipakorn | [ 3 ] |
| 2   | ยิ้มได้เพราะเธอ (Make Me Smile) | Ohm Thipakorn             | [ 4 ] |
| 3   | Mr.Romantic                  | Mark Pakin                | [ 5 ] |

## イベント
| 年   | タイトル                                       | 開催日時 | 開催場所                                   | 備考 |
| ---- | ---------------------------------------------- | -------- | ------------------------------------------ | ---- |
| 2025 | Sweet Tooth Good Dentist Final EP. Fan Meeting | 6月6日   | SF World Cinema, Theater 15, Central World |      |